# 4-EA-NBOMe
4-EA-NBOMe是一种含氮有机化合物，分子式C
19H
25NO，属于25-NB类甲氧基苯乙胺衍生物，作为狡詐家藥物在黑市上流通，2024年在德国的一家法医实验室发现，其药理学作用仍然未知。